# Milichiella urbana
Milichiella urbana is een vliegensoort uit de familie van de Milichiidae. De wetenschappelijke naam van de soort is voor het eerst geldig gepubliceerd in 1913 door Malloch.